# Przełęcz Jugowska

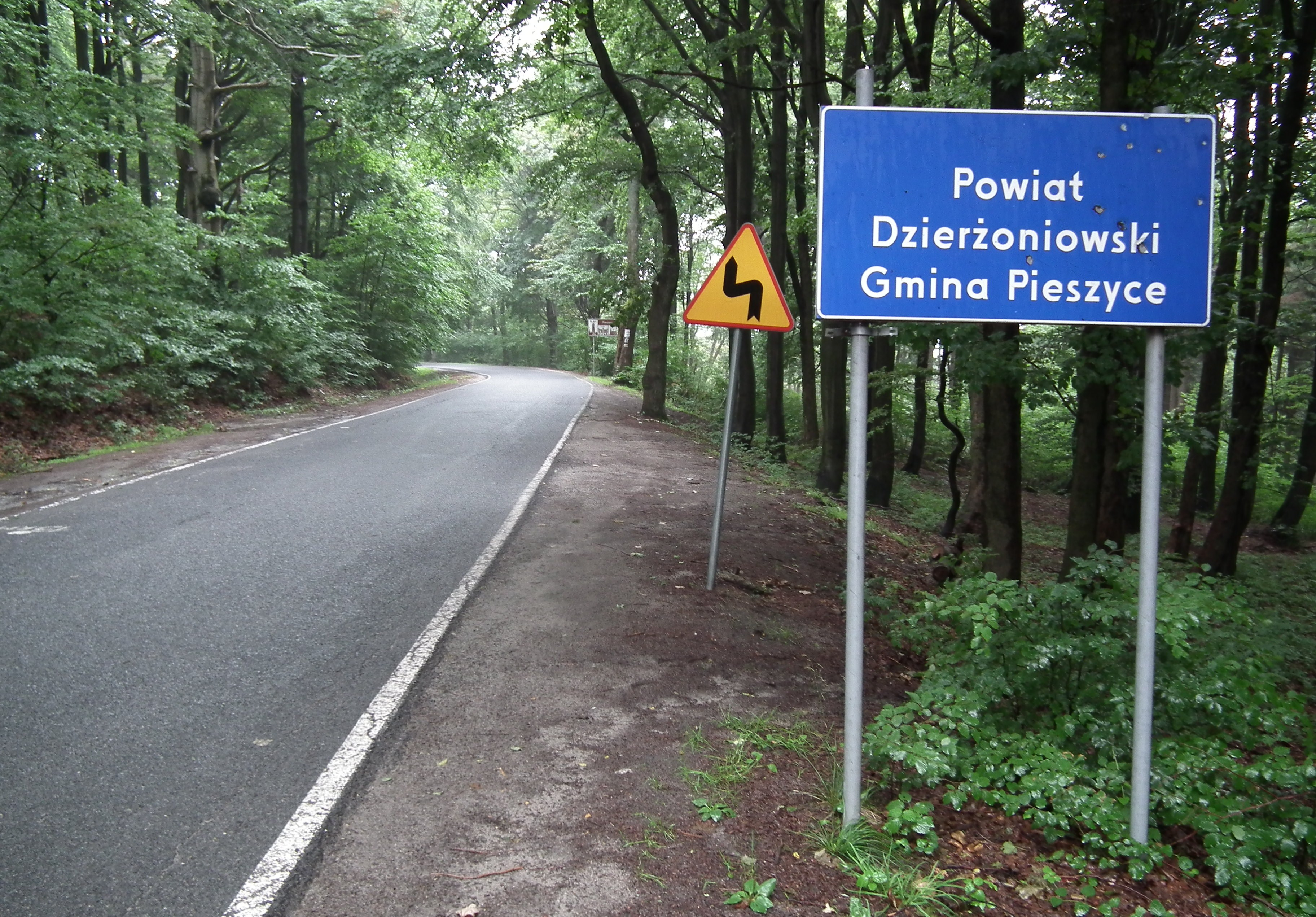
Zjazd z przełęczy w stronę Pieszyc

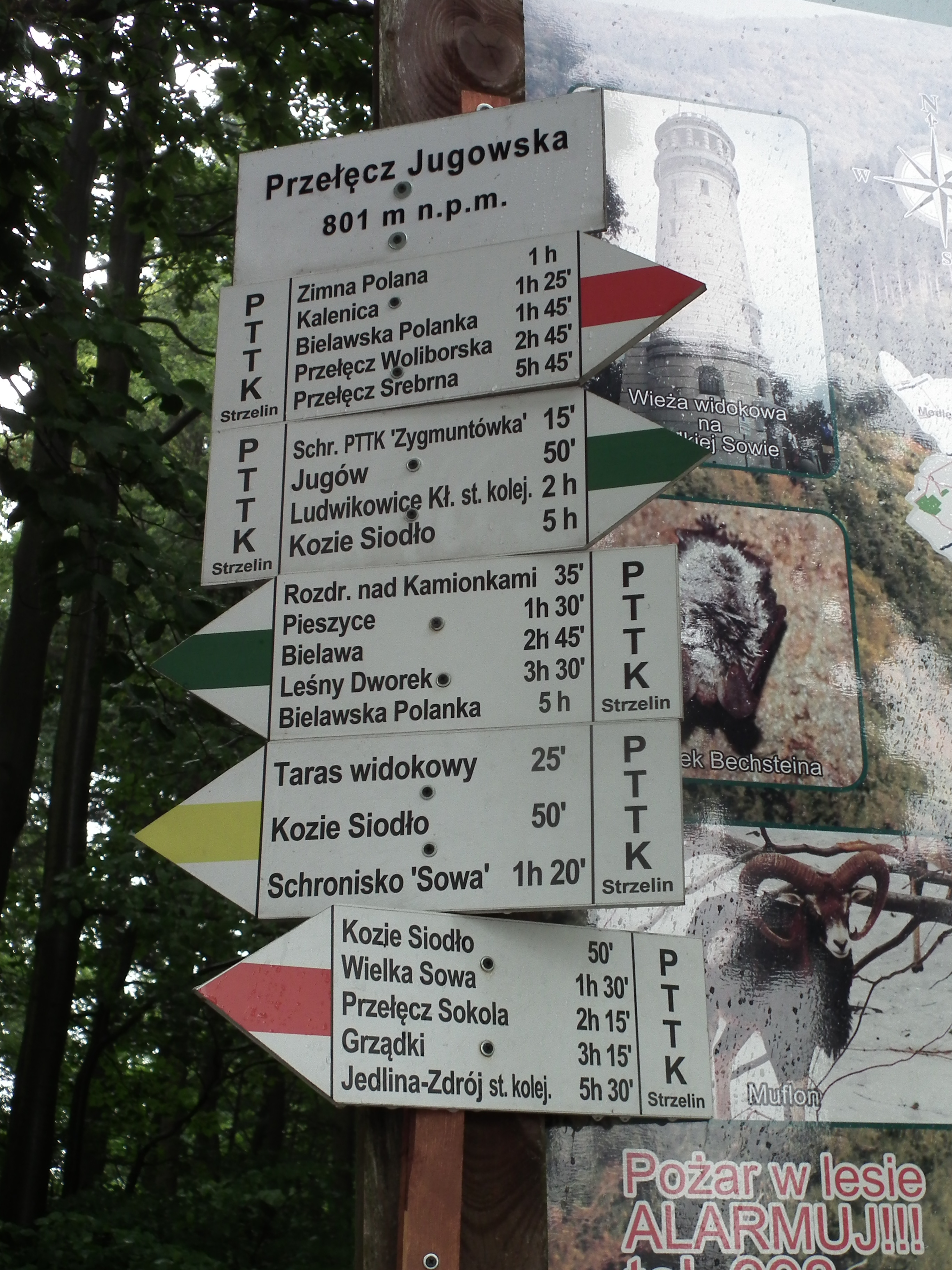
Węzeł szlaków turystycznych na przełęczy

Przełęcz Jugowska (niem. Hausdorfer Kreuz, Hausdorfer Plänel, Kreuzplänel) – przełęcz na wysokości 805 m n.p.m. w południowo-zachodniej Polsce w Sudetach Środkowych, Górach Sowich.

## Położenie
Przełęcz położona jest w środkowej części masywu Gór Sowich na północ od miejscowości Jugów.

## Charakterystyka
Przełęcz stanowi rozległe siodło, leżące na wysokości 801 m n.p.m., wyraźnie odznaczające się w terenie o niesymetrycznych zboczach i podejściach, głęboko wcinające się w podłoże między wzniesienia Rymarza (913 m n.p.m.) po południowo-wschodniej stronie a Kozią Równią (930 m n.p.m.) po zachodnio-północnej stronie. Najbliższe otoczenie przełęczy od strony zachodniej zajmuje spora łąka „Jugowska Polana”, która stanowi punkt widokowy z panoramą na Góry Sowie, Wzgórza Wyrębińskie i Wzgórza Włodzickie, pozostałe otoczenie porośnięte jest lasem świerkowym i świerkowo-bukowym regla dolnego. Przez przełęcz prowadzi droga pomiędzy Nową Rudą a Dzierżoniowem i Pieszycami.

## Historia
Przez przełęcz już w XVII wieku prowadziła droga, którą wożono z Nowej Rudy i Jugowa węgiel do miejscowości leżących po północnej stronie Gór Sowich. Z końcem XIX wieku powstał tutaj skład węgla, a na początku wybudowano nową drogę, mającą nieco inny przebieg niż stara droga. Od tego momentu przełęcz stała się popularna wśród turystów, gdyż okoliczne tereny nadawały się do uprawiania sportów zimowych. Z okresu sprzed 1945 do dzisiaj działa schronisko Zygmuntówka (dawne Henkelbaude) oraz funkcjonujący od niedawna pensjonat „Bukowa Chata”. W przeszłości w najbliższym otoczeniu przełęczy znajdowały jeszcze dwa schroniska. Jednym z nich było Kreuzbaude, otwarte w 1928 w budynku dawnego zajazdu. Nazwę zawdzięczało żelaznemu krzyżowi, wzniesionemu w 1885 w miejscu drewnianego (od niego pochodzą też niektóre niemieckie nazwy przełęczy). Kreuzbaude było obiektem parterowym z poddaszem, nakrytym dwuspadowym dachem z werandą widokową. W wysokiej podmurówce mieściły się 4 garaże dla samochodów. Jego główną specjalnością była restauracja, ale posiadało również 8 miejsc noclegowych. Zdewastowane po II wojnie światowej, następnie całkowicie rozebrane.

## Inne
- Przełęcz stanowi jedno z najchętniej odwiedzanych miejsc w Górach Sowich[1].
- Zbocza wokół przełęczy są znakomitymi stokami narciarskimi.
- Przełęcz stanowi węzeł dróg i szlaków turystycznych.

## Turystyka
Przez przełęcz prowadzą szlaki turystyczne:
- czerwony – fragment szlaku prowadzący z Wielkiej Sowy przez Kalenicę do Srebrnej Góry i dalej.
- zielony – fragment szlaku prowadzący z Ludwikowic Kłodzkich do Kamionek.
- żółty – Przełęcz Jugowska – platforma widokowa pod Kozią Równią – przełęcz Kozie Siodło – Schronisko Sowa[2]